# جوي كيرن
جوي كيرن (بالإنجليزية: Joey Kern)‏ هو ممثل أمريكي، ولد في 5 سبتمبر 1976 في الولايات المتحدة.

## أعمال

### أفلام
- (2002) حمى المقصورة
- (2005) الحب المدمر

## وصلات خارجية
- جوي كيرن على موقع IMDb (الإنجليزية)
- جوي كيرن على موقع ألو سيني (الفرنسية)
- جوي كيرن على موقع أول موفي (الإنجليزية)
- جوي كيرن على موقع قاعدة بيانات الفيلم (الإنجليزية)
- جوي كيرن على موقع كينوبويسك (الروسية)